# Saint-Michel-sur-Orge
Saint-Michel-sur-Orge är en kommun i departementet Essonne i regionen Île-de-France i norra Frankrike. Kommunen ligger i kantonen Saint-Michel-sur-Orge som tillhör arrondissementet Palaiseau. År 2022 hade Saint-Michel-sur-Orge 21 536 invånare.

## Befolkningsutveckling
Antalet invånare i kommunen Saint-Michel-sur-Orge
| Referens: INSEE |